# Beija-flor-de-banda-branca
Colibri-de-banda-branca, beija-flor-de-banda-branca, beija-flor-de-faixa-branca ou beija-flor-de-lista-branca (Chrysuronia versicolor) é uma espécie de ave da família Trochilidae (beija-flores).

Pode ser encontrada nos seguintes países: Argentina, Bolívia, Brasil, Colômbia, Paraguai, Peru e Venezuela.
Os seus habitats naturais são: florestas secas tropicais ou subtropicais , florestas subtropicais ou tropicais húmidas de baixa altitude, matagal árido tropical ou subtropical e florestas secundárias altamente degradadas.

## Subespécies
São reconhecidas cinco subespécies:
- Amazilia versicolor versicolor (Vieillot, 1818) - ocorre no Sudeste do Brasil;
- Amazilia versicolor kubtchecki (Ruschi, 1959) - ocorre do Nordeste da Bolívia até o Leste do Paraguai, no Sudoeste do Brasil e no extremo Nordeste da Argentina;
- Amazilia versicolor millerii (Bourcier, 1847) - ocorre da região tropical do Leste da Colômbia até o Sul da Venezuela, Leste do Peru e Norte do Brasil;
- Amazilia versicolor nitidifrons (Gould, 1860) - ocorre no Nordeste do Brasil;
- Amazilia versicolor hollandi (Todd, 1913) - ocorre na região tropical do Sudeste da Venezuela e nas regiões adjacentes do Oeste da Guiana.